# Referendumul privind dreptul la divorț din Italia, 1974
Referendumul Național Italian privind dreptul la divorț a avut loc pe 12 mai 1974. Alegătorii au fost întrebați dacă vor să se abroge o lege guvernamentală adoptată trei ani mai devreme, care permite divorțul, pentru prima dată în istoria modernă italiană. Cei care au votat "da" au vrut să scoată în afara legii divorțul așa cum a fost înainte ca legea să intre în vigoare, iar cei ce au votat "nu" voiau să păstreze legea și noul lor drept câștigat pentru divorț. Referendumul a fost învins de o marja de 59,26% la 40,74% cu o prezență la vot de 87,72% din 37 milioane de alegători italieni, permițând astfel legii cu privire la  divorț să rămână în vigoare. Acest vot a fost primul de acest fel din țară, fiind primul referendum legislativ ținut de către Republica Italiană la 27 de ani, după ce a fost adoptată Constituția Italiană, care a permis astfel de referendumuri.

## Petiții inițiale
Semnăturile și petițiile pentru referendum au fost colectate de către grupuri creștine conduse de Gabrio Lombardo, cu un sprijin foarte puternic din partea Bisericii Catolice.

## Pozițiile partidului politic
Creștinii democrați și Mișcarea Italiană neo fascistă au militat intens pentru a da votul (da) care să desființeze legea și să facă din nou divorțul ilegal. Temele lor principale au fost salvgardarea modelului tradițional de familii nucleare și "argumentul ‘ce cred copii’.
Majoritatea forțelor politice de stânga, cele mai importante fiind Partidul Socialist Italian și Partidul Comunist Italian, nu au susținut nici o facțiune.
Campanii intense pentru un vot negativ au venit de asemena din partea lui Marco Pannella din partidul Radical Italian care a făcut petiții pentru dreptul la divorț în Italia, încă de la începutul anilor 1960.

## Confuzie in metodele de vot
Metodele de vot au cauzat confuzii majore în rândul populației care nu înțelegea că trebuie să voteze ‘Nu’ pentru a putea divorța și ‘Da’ pentru interzicerea divorțului. Unii au declarat că dacă nu ar fi existat această confuzie, voturile negative ar fi putut fi mai mari față de cele 59% obținute.

## Cenzura la televizor
Concursul Eurovision din aprilie 1974 nu a fost transmis la televizor de postul Italian de televiziune RAI din cauza unui cântec interpretat de Gigliola Cinquetti. În ciuda faptului că Eurovisionul s-a desfășurat cu mai bine de o lună înainte de voturile planificate, și în ciuda faptului ca Cinquetti a câștigat al doilea loc în concurs, cenzorii italieni au refuzat difuzarea melodiei. Cenzorii de la postul de televiziune RAI s-au gândit că piesa, care era intitulată ‘Si”(DA) și care conținea versuri în care se repetă în mod constant cuvântul ‘Da’ ar fi putut reprezenta un mesaj subliminal și o formă de propagandă pentru a influența voturile publice italiene pentru ‘da’ în cadrul referendumului.
Melodia a rămas cenzurată la televiziunea de stat și pe cele mai multe posturi de radio italiene timp de o lună.

## Rezultate
| Dezaprobând divorțul 13,157,558 (40.74%) |  |  | Confirmiând divorțul 19,138,300 (59.26%) |
| ▲                                        |  |  |                                          |

Referendumul a fost considerat o victorie majoră pentru drepturile civile și mișcările anti-clericalism, și pentru Partidul Radical Italian.